# Nogueruelas
Nogueruelas es una localidad y municipio de la comarca Gúdar-Javalambre en la provincia de Teruel, en Aragón, España, a una distancia de 61 km de Teruel capital.

## Demografía
Nogueruelas cuenta con una población de 193 habitantes (INE 2024).
| Gráfica de evolución demográfica de Nogueruelas entre 1842 y 2021                                                   |
| |
| Población de derecho según los censos de población del INE Población de hecho según los censos de población del INE |

## Administración y política
| Período   | Alcalde                | Partido     |  |
| --------- | ---------------------- | ----------- |  |
| 1979-1983 | Joaquín Ibáñez Santafé | Ind.        |  |
| 1983-1987 |                        |             |  |
| 1987-1991 |                        |             |  |
| 1991-1995 |                        |             |  |
| 1995-1999 |                        |             |  |
| 1999-2003 |                        |             |  |
| 2003-2007 |                        |             |  |
| 2007-2011 |                        |             |  |
| 2011-2015 | Marcos Benages Herrero | PSOE-Aragón |  |

| Partido político    | Partido político                                   | 2003   | 2007   | 2011   | 2015   |
| Partido político    | Partido político                                   | Ediles | Ediles | Ediles | Ediles |
|                     | Partido de los Socialistas de Aragón (PSOE-Aragón) | 1      | 4      | 4      | 3      |
|                     | Partido Aragonés (PAR)                             | 4      | 0      | 1      | 2      |
|                     | Partido Popular de Aragón (PP)                     | 0      | 0      | 0      | 0      |
|                     | Izquierda Unida (IU)                               | —      | 0      | 0      | —      |
|                     | Independientes por Nogueruelas (IPN)               | —      | 1      | —      | —      |
|                     | Chunta Aragonesista (CHA)                          | —      | 0      | —      | —      |
| Total de concejales | Total de concejales                                | 5      | 5      | 5      | 5      |

## Monumentos
- Iglesia parroquial barroca (siglo XVII)
- Ermita de la Virgen del Carmen
- Pequeño dinopolis

## Fiestas
- 3 de mayo (Santa Cruz)
- 16 de agosto (San Roque)
- 15 de agosto (La Virgen)